# Tiokamp för herrar vid olympiska sommarspelen 1976
Herrarnas tiokamp vid olympiska sommarspelen 1976 i Montréal avgjordes den 29-30 juli. 

## Medaljörer
| Gren    | Guld               | Guld             | Silver                          | Silver      | Brons                          | Brons       |
| Tiokamp | Bruce Jenner · USA | 8 618 poäng (VR) | Guido Kratschmer · Västtyskland | 8 411 poäng | Nikolaj Avilov · Sovjetunionen | 8 369 poäng |

## Resultat
Key
| Placering | Idrottare                  | Poäng | 100 m        | LH          | Kula        | HH         | 400 m       | 110 m H     | DK          | SH          | SK          | 1500 m          |
| --------- | -------------------------- | ----- | ------------ | ----------- | ----------- | ---------- | ----------- | ----------- | ----------- | ----------- | ----------- | --------------- |
| 1         | Bruce Jenner (USA)         | 8618  | 819 10.94 s  | 865 7.22 m  | 809 15.35 m | 882 2.03 m | 923 47.51 s | 866 14.84 s | 873 50.04 m | 1005 4.80 m | 862 68.52 m | 714 4:12.61 min |
| 2         | Guido Kratschmer (FRG)     | 8411  | 890 10.66 s  | 899 7.39 m  | 773 14.74 m | 882 2.03 m | 889 48.19 s | 895 14.58 s | 794 45.70 m | 957 4.60 m  | 837 66.32 m | 595 4:29.09 min |
| 3         | Mykola Avilov (URS)        | 8369  | 749 11.23 s  | 925 7.52 m  | 777 14.81 m | 975 2.14 m | 889 48.16 s | 939 14.20 s | 792 45.60 m | 920 4.45 m  | 789 62.28 m | 614 4:26.26 min |
| 4         | Raimo Pihl (SWE)           | 8218  | 822 10.93 s  | 818 6.99 m  | 821 15.55 m | 857 2.00 m | 898 47.97 s | 767 15.81 s | 768 44.30 m | 909 4.40 m  | 961 77.34 m | 597 4:28.76 min |
| 5         | Ryszard Skowronek (POL)    | 8113  | 799 11.02 s  | 873 7.26 m  | 712 13.74 m | 779 1.91 m | 903 47.91 s | 876 14.75 s | 788 45.34 m | 1005 4.80 m | 788 62.22 m | 590 4:29.89 min |
| 6         | Siegfried Stark (GDR)      | 8048  | 721 11.35 s  | 816 6.98 m  | 793 15.08 m | 779 1.91 m | 847 49.14 s | 782 15.65 s | 790 45.48 m | 969 4.65 m  | 926 74.18 m | 625 4:24.93 min |
| 7         | Leonid Lytvynenko (URS)    | 8025  | 775 11.12 s  | 804 6.92 m  | 740 14.20 m | 779 1.91 m | 880 48.44 s | 805 14.71 s | 805 46.26 m | 957 4.60 m  | 681 53.66 m | 724 4:11.41 min |
| 8         | Lennart Hedmark (SWE)      | 7974  | 719 11.36 s  | 838 7.09 m  | 789 15.00 m | 779 1.91 m | 814 49.80 s | 871 14.79 s | 808 46.42 m | 884 4.30 m  | 974 78.58 m | 498 4:44.28 min |
| 9         | Aleksandr Grebenyuk (URS)  | 7803  | 780 11.10 s  | 721 6.53 m  | 770 14.69 m | 831 1.97 m | 842 49.21 s | 843 15.05 s | 821 47.16 m | 807 4.00 m  | 861 68.42 m | 527 4:39.62 min |
| 10        | Claus Marek (FRG)          | 7767  | 852 10.81 s  | 867 7.23 m  | 692 13.42 m | 779 1.91 m | 943 47.12 s | 828 15.19 s | 654 38.40 m | 884 4.30 m  | 664 52.32 m | 604 4:27.84 min |
| 11        | Johannes Lahti (FIN)       | 7711  | 831 10.89 s  | 877 7.28 m  | 706 13.66 m | 857 2.00 m | 838 49.34 s | 816 15.31 s | 656 38.52 m | 859 4.20 m  | 782 61.72 m | 489 4:45.90 min |
| 12        | Ryszard Katus (POL)        | 7616  | 790 11.06 s  | 828 7.04 m  | 695 13.48 m | 716 1.84 m | 810 49.87 s | 902 14.51 s | 730 42.28 m | 932 4.50 m  | 731 57.54 m | 482 4:47.00 min |
| 13        | Luděk Pernica (TCH)        | 7602  | 710 11.40 s  | 814 6.97 m  | 701 13.58 m | 804 1.94 m | 788 50.37 s | 841 15.07 s | 690 40.22 m | 909 4.40 m  | 702 55.26 m | 643 4:22.30 min |
| 14        | Philippe Bobin (FRA)       | 7580  | 787 11.07 s  | 848 7.14 m  | 736 14.12 m | 779 1.91 m | 814 49.79 s | 853 14.96 s | 682 39.84 m | 1028 4.90 m | 643 50.74 m | 410 4:59.65 min |
| 15        | Fred Samara (USA)          | 7504  | 841 10.85 s  | 836 7.08 m  | 665 13.00 m | 716 1.84 m | 801 50.07 s | 862 14.87 s | 696 40.54 m | 884 4.30 m  | 680 53.60 m | 523 4:40.21 min |
| 16        | Georg Werthner (AUT)       | 7493  | 731 11.31 s  | 848 7.14 m  | 696 13.49 m | 751 1.88 m | 801 50.08 s | 821 15.26 s | 596 35.58 m | 832 4.10 m  | 810 64.08 m | 607 4:27.43 min |
| 17        | Gilles Gémise-Fareau (FRA) | 7486  | 768 11.15 s  | 765 6.74 m  | 606 12.10 m | 804 1.94 m | 801 50.09 s | 860 14.89 s | 688 40.12 m | 957 4.60 m  | 660 52.04 m | 557 4:31.81 min |
| 18        | Daley Thompson (GBR)       | 7434  | 857 10.79 s  | 859 7.19 m  | 671 13.10 m | 779 1.91 m | 889 48.15 s | 750 15.98 s | 612 36.36 m | 859 4.20 m  | 566 45.18 m | 592 4:29.55 min |
| 19        | Roger Lespagnard (BEL)     | 7322  | 754 11.21 s  | 806 6.93 m  | 680 13.24 m | 804 1.94 m | 852 48.99 s | 780 15.67 s | 658 38.64 m | 859 4.20 m  | 584 46.40 m | 545 4:36.67 min |
| 20        | Runald Beckman (SWE)       | 7319  | 799 11.02 s  | 810 6.95 m  | 699 13.54 m | 751 1.88 m | 775 50.66 s | 785 15.62 s | 732 42.40 m | 807 4.00 m  | 738 58.14 m | 423 4:57.28 min |
| 21        | Eberhard Stroot (FRG)      | 7063  | 867 10.75 s  | 897 7.38 m  | 695 13.48 m | 751 1.88 m | 918 47.61 s | 824 15.23 s | 682 39.82 m | 0 NM        | 823 65.10 m | 606 4:27.48 min |
| 22        | Tito Steiner (ARG)         | 7052  | 717 11.37 s  | 763 6.73 m  | 719 13.85 m | 716 1.84 m | 792 50.30 s | 766 15.82 s | 691 40.26 m | 754 3.80 m  | 629 49.74 m | 505 4:43.16 min |
| 23        | Fred Dixon (USA)           | 6754  | 819 10.94 s  | 802 6.91 m  | 755 14.44 m | 882 2.03 m | 880 48.38 s | 574 18.11 s | 797 45.82 m | 0 NM        | 711 55.96 m | 534 4:38.49 min |
| i.u.      | Sepp Zeilbauer (AUT)       | DNF   | 785 11.08 s  | 875 7.27 m  | 783 14.91 m | 882 2.03 m | 856 48.94 s | 862 14.87 s | 768 44.26 m | 0 NM        | DNS         | DNS             |
| i.u.      | Régis Ghesquière (BEL)     | DNF   | 668 11.59 s  | 818 6.99 m  | 737 14.15 m | 779 1.91 m | 792 50.32 s | 778 15.69 s | 698 40.64 m | DNS         | DNS         | DNS             |
| i.u.      | Elías Sveinsson (ISL)      | DNF   | 685 11.51 s  | 686 6.37 m  | 724 13.94 m | 804 1.94 m | 728 51.77 s | 731 16.19 s | 724 41.98 m | DNS         | DNS         | DNS             |
| i.u.      | Eltjo Schutter (NED)       | DNF   | 1011 10.35 s | 1068 8.03 m | 769 14.66 m | 850 2.05 m | 0 DNF       | DNS         | DNS         | DNS         | DNS         | DNS             |
| i.u.      | Heikki Leppänen (FIN)      | DNF   | 641 11.71 s  | 710 6.48 m  | DNS         | DNS        | DNS         | DNS         | DNS         | DNS         | DNS         | DNS             |